# 2. siječnja
2. siječnja (2. 1.) 2. je dan godine po gregorijanskom kalendaru.
Do kraja godine imaju još 363 dana (364 u prijestupnoj godini).

## Događaji
- 366. – Alemani prešli zaleđenu Rajnu i ušli u Rimsko Carstvo
- 533. – Za papu izabran Ivan II.
- 1492. – Dovršena je španjolska Rekonkvista osvajanjem Granade i izbacivanjem posljednjih Maura s Pirenejskog poluotoka.
- 1757. – Velika Britanija osvojila Kalkutu (Indija).
- 1788. – Georgia ratificirala Ustav SAD-a te tako postala četvrta savezna država.
- 1942. – Drugi svjetski rat: Japanci osvojili Manilu.
- 1944. – Zaključena Bujanska konferencija Rezolucijom kojom se Kosovu priznaje pravo na samoopredeljenje do otcjepljenja i Albancima ostvarivanje njihove vjekovne želje za ujedinjenje s Albanijom.
- 1959. – Sovjeti lansirali "Lunu 1", prvi umjetni satelit koji je okružio Sunce.
- 1963. – Vietkong pobijedio vojsku Južnog Vijetnama u bitci kod Ap Bace
- 1992. – u Sarajevu potpisano Sarajevsko primirje, kojim je okončana prva faza Domovinskog rata

| - 1642. – Mehmed IV., turski sultan († 1693.) - 1699. – Osman III., turski sultan († 1757.) - 1752. – Philip Morin Freneau, američki književnik († 1832.) - 1777. – Christian Daniel Rauch, njemački kipar († 1857.) - 1817. – François Chabas, francuski egiptolog. - 1822. – Rudolf Clausius, njemački teorijski fizičar († 1888.) - 1836. – Ema Havajska, kraljica Havaja († 1885.) - 1837. – Milij Aleksejevič Balakirev, ruski skladatelj i dirigent († 1910.) - 1870. – Ernst Barlach, njemački kipar i književnik († 1938.) - 1873. – Sveta Mala Terezija, katolička svetica († 1897.) - 1877. – Slava Raškaj, hrvatska slikarica, čiji akvareli predstavljaju najviši domet hrvatskog akvarelnog slikarstva krajem 19. i početkom 20. stoljeća († 1906.) - 1895. – Folke Bernadotte, švedski diplomat († 1948.) - 1896. – Dziga Vertov, sovjetski redatelj († 1954.) - 1920. – Isaac Asimov, američki pisac fantastike i biokemičar († 1992.) - 1922. – Renata Tebaldi, talijanska operna pjevačica († 2004.) - 1930. – Anka Petričević, hrvatska redovnica i književnica - 1938. – Hans Herbjørnsrud, norveški pisac - 1945. – Slobodan Praljak, hrvatski general, filmski i kazališni redatelj i publicist († 2017.) - 1968. – Cuba Gooding, Jr., američki glumac - 1969. – Christy Turlington, američka manekenka - 1971. – Anthony Iob, talijanski hokejaš na ledu - 1980. – Vladimir Grebenar, hrvatski ekonomist - 1985. – Carla Juri, švicarska glumica - 1992. – Martina Radić, hrvatska pjevačica | - 1184. – Teodora Komnena, vojvotkinja Austrije - 1557. – Pontormo, talijanski slikar (* 1494.) - 1833. – Serafim Sarovski, ruski svetac (* 1759.) - 1849. – Ivan Nepomuk Labaš, hrvatski heraldičar, kolekcionar, prevoditelj (* 1785.) - 1861. – Fridrik Vilim IV., pruski car (* 1795.) - 1892. – George Biddell Airy, engleski astronom (* 1801.) - 1903. – Bono Dobroslav Nedić, hrvatski književnik iz BiH (* 1841.) - 1904. – James Longstreet, američki vojni časnik (* 1821.) - 1939. – Roman Dmowski, poljski političar (* 1864.) - 1973. – Ivo Žic-Klačić, hrvatski književnik (* 1903.) - 1982. – Ivana Lang, hrvatska skladateljica (* 1912.) - 1988. – Edmund Brisco Ford, britanski biolog (* 1901.) - 1993. – Rudi Supek, hrvatski filozof, sociolog i pedagog, urednik časopisa Praxis od 1967. do 1973. (* 1913.) - 1995. – Mohammed Siad Barre, somalijski političar, vojnik i predsjednik (* 1919.) - 2005. – Edo Murtić, hrvatski slikar, grafički dizajner, kazališni scenograf i akademik, koji je ostvario 150 samostalnih i oko 300 skupnih izložbi na svim kontinentima (* 1921.) - 2005. – Maclyn McCarty, američki genetičar (* 1911.) - 2011. – Anne Francis, američka glumica (* 1930.) - 2016. – Nimr al-Nimr, muslimanski religijski vođa (* 1959.) - 2019. – Bob Einstein, američki glumac (* 1942.) |

## Blagdani i spomendani
- Dan grada Cresa
- Dan sv. Bazilija Velikog (katoličanstvo)
- Dan sv. Grgura Nazijanskog (katoličanstvo)

## Imendani
- Bazilije
- Grgur
- Grgo